# ایکاروسورها
ایکاروسورها (نام علمی: Icarosaurus) (به معنی "مارمولک ایکاروس") یک سرده منقرض شده از خزندگان کوئه‌نوخزندگان از سازند تریاس پسین (عصر نورین) در نیوجرسی است. ارتباط نزدیکی با مارمولک‌ها و سوسمار پل‌دماغی دارد. بر اساس یک اسکلت جزئی که بخشی از دم، مقداری دنده، دست و بخشی از پاها را از دست داده بود، جانور کوچکی بود، حدود ۱۰ سانتی‌متر (۴ در) طولانی از جمجمه تا باسن. مانند کوئه‌نوسور خویشاوند خود، می‌تونست در فواصل کوتاه با استفاده از «بال» متشکل از دنده‌های بسیار کشیده پوشیده‌شده با پوست سُر بخورد. این غشاهای لغزنده دارای یک سطح بالایی محدب و یک سطح پایینی مقعر بودند، بنابراین، ساختار ماهی‌واره ساده‌ای را ایجاد می‌کردند که به خوبی برای سُر خوردن مناسب است.  این روش سُر خوردن در تهی‌خزنده‌نیا و مارمولک‌های پرنده نوین نیز دیده می‌شود که هیچ‌کدام از آنها با ایکاروسورها ارتباط نزدیکی ندارند.

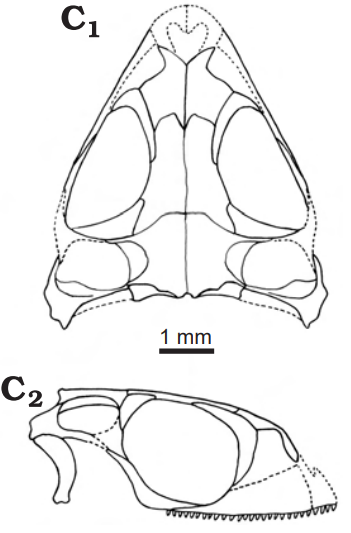
بازسازی جمجمه

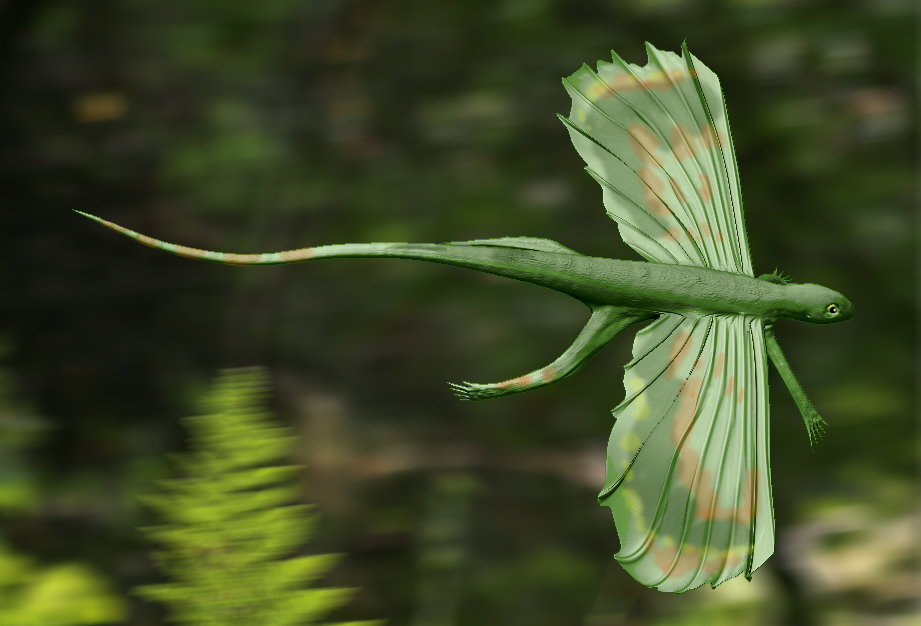
بازسازی هنرمند از Icarosaurus siefkeri